# Kuenga Gyeltshen
Kuenga Gyeltshen là một cầu thủ bóng đá người Bhutan hiện tại thi đấu cho Druk United F.C.. Anh ra mắt lần đầu tại vòng loại thứ hai và cũng tham gia ở Giải vô địch bóng đá Nam Á 2015.